# Pterolepis rotundifolia
Pterolepis rotundifolia är en tvåhjärtbladig växtart som beskrevs av John Julius Wurdack. Pterolepis rotundifolia ingår i släktet Pterolepis och familjen Melastomataceae. Inga underarter finns listade i Catalogue of Life.